# Fottei
Fottei o Miroku es, en la mitología japonesa, el dios protector de la salud, de las riquezas y de la población. Pertenece a la religión sintoista.
Se le representa con el vientre muy grande excesivamente abultado.